# バーンクラトゥム駅
バーンクラトゥム駅（バーンクラトゥムえき、タイ語:สถานีรถไฟบางกระทุ่ม）は、タイ王国北部ピッサヌローク県バーンクラトゥム郡にある、タイ国有鉄道北本線の駅である。

## 概要
バーンクラトゥム駅はタイ王国北部ピッサヌローク県の人口約4万8千人が暮らすバーンクラトゥム郡にある。駅の正面側は西向きであり、東側が市街地である。当駅は首都バンコクから362.22km地点にあり、最速の快速列車利用で6時間程度である。 
二等駅であり1日当たり12列車（6往復）が発着しその内訳は、快速4往復、普通2往復である。また当駅を含むロッブリー駅より終点チエンマイ駅までは、単線区間である。

## 歴史
1908年1月24日にチエンマイを目指し延伸工事を行っていた北本線は、パークナムポー駅より当駅を含むピッサヌローク駅までの区間が完成し、それに伴い当駅も開業した。
- 1908年1月24日 【開業】パークナムポー駅 - ピッサヌローク駅 (138.66km)

## 駅構造
単式及び島式1面の複合型ホーム2面2線をもつ地上駅であり、駅舎はホームに面している。